# Theodor-Reuter-Berufskolleg Iserlohn

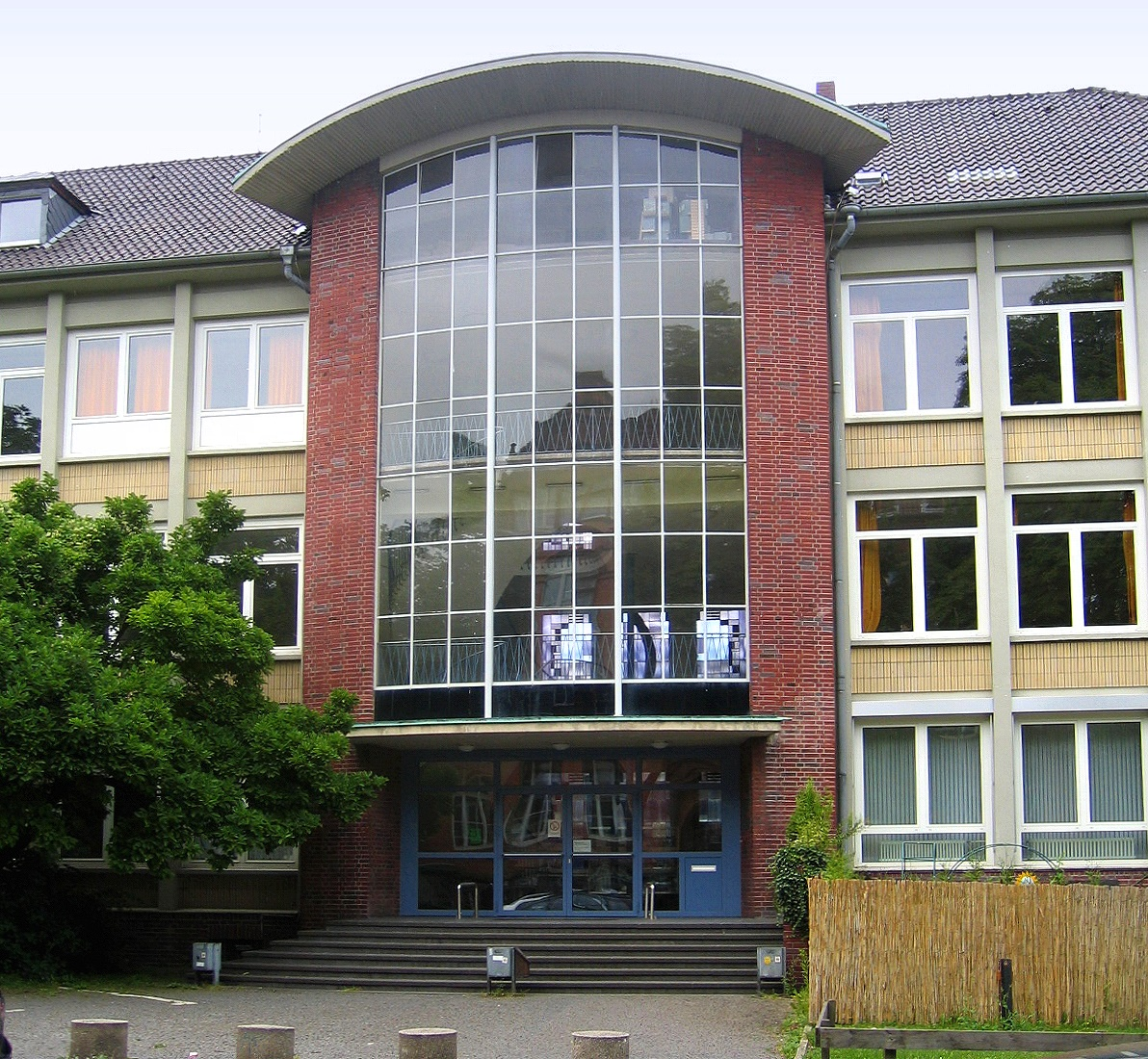
Schulgebäude

Das Theodor-Reuter-Berufskolleg Iserlohn (kurz: TRBK), Staatliche Berufsfachschule für Fertigungstechnik und Elektrotechnik, war ein Berufskolleg in Trägerschaft des Landes Nordrhein-Westfalen in Iserlohn im Sauerland. Es wurde zum 31. Januar 2020 geschlossen.
In dreijährigen Bildungsgängen der (höheren) Berufsfachschule wurde die Fachhochschulreife bzw. die Fachoberschulreife verbunden mit der Facharbeiterqualifikation als Doppelqualifikation in einem Beruf der Metall- oder Elektroindustrie vermittelt.
Zur Gewährleistung der Vergleichbarkeit der Ausbildung am Theodor-Reuter-Berufskolleg Iserlohn mit einer Ausbildung im dualen System wurde die Schule regelmäßig durch das Bundesinstitut für Berufsbildung (BIBB) überprüft und begutachtet. Auf dieser Basis entschied der Bundesrat über die Gleichstellung und bundesweite Anerkennung der am TRBK erworbenen Berufsabschlüsse.

## Bildungsgänge am TRBK

### Berufsausbildung
- Industriemechaniker
- Werkzeugmechaniker
- Mechatroniker
- Elektroniker für Betriebstechnik
- Elektroniker für Geräte und Systeme
- Informations- und Telekommunikations-Systemelektroniker (IT-Systemelektroniker)

Sowohl die fachpraktische als auch die theoretische Ausbildung fanden dabei in dieser Institution statt. 

### Fachoberschule Klasse 13 (FOS 13)
Bis zum Schuljahr 2013/14 konnten die Absolventen der höheren Berufsfachschule in einem weiteren Jahr die allgemeine Hochschulreife (Abitur) in der Fachoberschule Klasse 13 für Elektrotechnik oder Metalltechnik an dieser Schule erwerben. Dieser Bildungsgang stand auch externen Bewerbern mit Fachhochschulreife und einschlägiger Berufserfahrung offen. 

## Prüfungen
Die Zwischen-(Abschlussprüfung Teil 1) und (ggf. gestreckten) Abschlussprüfungen der Ausbildungsberufe wurden nach den Grundsätzen und Aufgabenstellungen der Industrie- und Handelskammer am Theodor-Reuter-Berufskolleg Iserlohn durchgeführt. Die Schüler der dreijährigen höheren Berufsfachschule nahmen zusätzlich i. d. R. an den Prüfungen zur Fachhochschulreife teil, um neben dem Berufsabschluss die Berechtigung zu erhalten, an einer Fachhochschule zu studieren.
Die schriftlichen Prüfungsaufgaben der Hochschulreifeprüfung (FOS13) und Fachhochschulreifeprüfungen wurden von einer Kommission der zuständigen Bezirksregierung in Arnsberg überprüft.

## Geschichte
1852 erfolgte die Eröffnung der Königlichen Provinzial-Gewerbeschule zu Iserlohn. 1879 wurde sie in Königlich-Preußischen Fachschule für Metallindustrie und 1918 in Staatliche Fachschule für Metallindustrie umbenannt. Ab 1938 hieß die Schule Staatliche Berufsfachschule für Metallindustrie, ab 1970 Staatliche Berufsfachschule für Fertigungstechnik und ab 1972 Staatliche Berufsfachschule für Fertigungstechnik und Elektrotechnik. Seit 1998 wurde sie als Theodor-Reuter-Berufskolleg Iserlohn, Staatliche Berufsfachschule für Fertigungstechnik und Elektrotechnik bezeichnet. Zum 31. Januar 2020 wurde die Schule geschlossen. 

## Namensgeber
Namensgeber der Schule war Christian Theodor Reuter, kgl. Preußischer Schuldirektor. Er wurde erster Direktor der am 1. Oktober 1879 an Stelle der „Königlichen Provinzial-Gewerbeschule zu Iserlohn“ neu eingerichteten „Königlichen Fachschule für Metall-Industrie“ in Iserlohn, die er bis 1891 leitete. Aus ihr gingen nicht nur das Theodor-Reuter-Berufskolleg Iserlohn hervor, sondern auch das heutige Berufskolleg für Technik Iserlohn und die Fachhochschule Südwestfalen.